# Гимнастика
Гимнастика је спорт, чије име потиче од грчке речи која означава вежбање (грч. γυμναστική). Она укључује извођење вежби које захтевају физичку снагу, спретност и координацију. Модерна гимнастика укључује вежбе на разбоју, греди, партеру, карикама, коњу са хватаљкама и без њих (прескок). Гимнастика се развила из вежби које су практиковале у старом веку, као што узјахивање или силажење са коња или из циркуских наступа.

## Историјат

### Античко доба
Гимнастика се јавља већ у старом Египту, али је тада више личила на акробацију. У 2. миленијуму п. н. е. на Криту у време минојске културе млади мушкарци и жене су развили уметност скакања на бикове. Ова опасна активност се састојала у хватању бика који јуриша за рогове који би у налету одбацио скакача, те би овај у ваздуху изводио разне акробације. У старој Грчкој гимнастика се упражњавала за одржавање добре телесне кондиције и увежбавање спортиста, али и као део војне обуке. У старој Грчкој телесна способност је била високо цењена. Места на којима се вежбало називала су се Gymnazium-и. Римљани су прихватили ове активности од Грка и користили су их за припрему својих легија за рат. Падом римске империје нестао је интерес за гимнастику и постала је више облик забаве.

### Почеци модерне гимнастике
Прус Јохан Бернард Базедов је 1774. године увео телесне вежбе као облик наставе у школи у којој је радио у Саксонији. Од тог момента почиње модернизација гимнастике. Германске земље су прве које су увиделе значај гимнастике и почеле да развијају ту активност. Каснијих година тог века Фридрих Лудвиг Јан из Немачке је развио неке гимнастичке справе и посебне технике (вратило, разбој, греда, скокови) па га сматрају оцем модерне гимнастике. Грациознију форму овог спорта која наглашава ритмичке покрете је развио Швеђанин Гуц Мут. Други Швеђанин, гимнастичар Пер Хенрик Линг, уводи и вежбе са обручима, чуњевима и малим лоптама, где су важни ритам и координација. У Европи почевши од 1881. када је отворен први клуб у Берлину, почињу да се отварају многи клубови. У САД је овај спорт увео у периоду пред грађански рат Дадли Ален Сарџент, иначе учитељ гимнастике на неколико америчких универзитета. Добио је признање јер је изумео више од 30 гимнастичких справа. Може се рећи да су развоју гимнастике у САД допринели управо емигранти из Европе. За разлику од гимнастике у античко доба, која је подразумевала и трчање, пливање, рвање и дизање тегова, модерна гимнастика губи те активности.

### Почеци такмичења
Према неким подацима, прво такмичење на справама је одржано 1877. године у Чехословачкој. Са стварањем Међународног гимнастичког савеза (FIG) 1881. године, направљен је пресудан корак у осмишљавању вежби на справама. У овај савез је учлањено преко 150 земаља света, а центар је у Швајцарској. Мушка гимнастика је била један од девет спортова који су били уврштени у програм Првих олимпијских игара 1896. у Атини. Прво Светско првенство у гимнастици 1903. одржано је у Антверпену, а Европско првенство у гимнастици 1955. у Франкфурту на Мајни. Жене су се укључивале много касније. На Олимпијске игре 1928.
у Амстердаму, на Светско првенство у гимнастици 1934. у Будимпешти, а Европско првенство у гимнастици 1957 у Атини. Овај спорт се коначно уобличио током педесетих година прошлог века као комбинација две врсте гимнастике популарне током 19. века у Немачкој и Шведској. Немачка гимнастика је нагласак стављала на справе које изискују снагу, док је шведска више инсистирала на вежбама без справа. Од данашњих гимнастичара се захтева пре свега усредсређеност, осећај за ритам, равнотежа и одважност.

## Тренинг
Већина данашњих врхунских гимнастичара почела је да тренира још у детињству, што је у вези са развојем људског тела, посебно кичменог стуба. Дечаци изводе вежбе на шест справа, а девојчице на четири. Међутим, пре него што пређу на справе, морају да стекну телесну снагу, издржљивост и гипкост. За све то су им потребне године напорног вежбања уз помоћ искусних тренера.

## Такмичења

### Велика такмичења
Најпознатија гимнастичка такмичења су светско првенство, које се одржава сваке године и Олимпијске игре које се приређују сваке четврте године. Свака земља чланица FIG-а има право да на светско првенство пошаље екипу од по шест мушкараца и жена. У случају да земља нема довољан број квалитетних спортиста, може послати на светско првенство највише три гимнастичара и три гимнастичарке. На Олимпијским играма се такмиче само спортисти који су по посебним правилима остварили пласман. Квалификациона такмичења за Олимпијске игре су Светска првенства. Квалификација се остварује на основу: тимског резултата, пласмана у финалу по справама, вишебојског резултата, заступљености континената и једно место одлуком трипартитне комисије (детаљније о квалификацијама може се прочитати на сајту Међународне гимнастичке федерације (ФИГ). Свако такмичење одржава се извођењем само слободних вежби, које гимнастичар изводи, а судије оцењују у складу са посебним правилима за Мушку и Женску спортску гимнастику. Након тога, 24 најуспешнијих гимнастичара прелази у финале где свако мора да вежба на свим справама, а тек на крају су завршна такмичења на појединачним справама. Сваку вежбу на свакој справи оцењују судије.

### Оцењивање-а

#### Правилник
има свој правилник о оцењивању, чија је основна намена да се осигура објективност вредновања вежби. Циљеви су такође и да се осигура препознавање најбољег спортисте на такмичењу, али и усмере тренери и гимнастичари у креирању вежби.
Судије формирају комисије које се састоје од председника, чланова  комисије коју чине два члана, чланова  комисије коју чини шест чланова, додатних судија и помоћника (две линијске судије на партеру, меритељ времена, администратор, рачунски оператер итд. што зависи од захтева такмичења, а да буде у складу са правилником FIG-а). За све ове судије и комисије постоји процедура како се бирају, али када се оформе, односно именују, морају бити у том саставу до краја такмичења. Величина и састав комисије могу бити другачији за нека међународна такмичења, првенства континента, као и национална и локална такмичења. У таквим случајевима, примењује се правило о дозвољеној разлици између средњих вредности. На такмичењима са четири или мање В судија, разлика између две средње оцене не сме бити већа од:
| >0.00 – 0.40 (0.10) |
| >0.40 – 0.60 (0.20) |
| >0.60 – 1.00 (0.30) |
| >1.00 – 1.50 (0.40) |
| >1.50 – 2.00 (0.50) |
| >2.00 (0.60)        |

#### Задаци судија за справе
Задаци председника:
- координира и надгледа рад свих чланова комисије за справе
- посредује између комисије за справе и председника комисије за такмичење
- брине се о ефикасности такмичења на његовој справи (укључујући и време загревања)
- такмичењу даје знак за почетак (мора почети најкасније 30 секунди након знака)
- потврђује завршетак извођења вежбе
- активно и објективно даје и почетну оцену и оцењује саму вежбу на справи за коју је одговоран и то чини на исти начин као и чланови А и В комисије
- надзире све оцене, као и коначну оцену
- брине се да такмичар добије објективну оцену (што подразумева да у складу са правилником и уз одобрење председника комисије за такмичење може да преиначи оцену судије, па чак и казни тог судију/судије)
- посредује између два члана  комисије, те одређује почетну оцену ако они не могу да се сложе
- одређује додатна одузимања и казне (за излазак из простора партера, на пример или дисциплински прекршај) у складу са правилником
- примењује правилник у сврху надзора поштовања конкретних правила и конзистентности судија

Од два члана  комисије један је А1, односно технички асистент именован од стране FIG-а. Његови задаци су да:
- помаже председнику комисије за справе и координатор је А комисије
- извештава председника о недостатку посебних захтева и о осталим одузимањима од почетне оцене
- даје почетну оцену или извештава председника да се чланови А комисије не могу договорити око исте
- на крају такмичења подноси извештај председнику у вези са евентуалним проблемима
- у року од два месеца након такмичења на једном од службених FIGа језика подноси извештај председнику комисије за справе о садржају свих вежби у којима је судио

Чланови А комисије раде независно, али се могу договарати. Задаци оба члана  комисије:
- оцењују садржаје вежби и вреднују све елементе у складу са одредбама (утврђују посебне захтеве и процењују да ли вежба испуњава услове за признавање, да ли постоји минимум тежине вежби, одређују вредност бонус елемената и веза и одређују почетну оцену)
- да би правилно завршили своје задатке, морају тачно да записују садржаје вежби

Чланови В комисије свој суд доносе независно од других судија. Своје оцене износе до 10 секунди након завршетка вежбе истовремено тако да не виде оцену других судија. Чланови  комисије оцењују све изведене делове вежбе и одређују број одбитака за техничке и естетске грешке.
Линијске судије морају да сигнализирају председнику комисије за справе ако уоче неки прекршај и о томе подносе и писани извештај.

#### Оцењивање такмичарских вежби
За сваку справу одређене су две независне комисије судија (D & E). D комисија процењује тежину, посебне захтеве и даје бонус бодове. Она одређује почетну оцену вежбе. Започиње од 0.00 бодова. E комисија процењује само извођење (дакле технику, положај тела и склад). Оцењивање судије започињу од 10.00 бодова и одбијају бодове према начињеним грешкама, при чему одбици могу бити у десетинкама. Најмањи и највећи бодови судија се одбијају, а од осталих оцена (преосталих четири) се рачуна аритметичка средина. Коначна оцена је збир оцена комисија D & E. 
Судија вреднује, поред технике и разноликост кретања у креирању вежбе. Свака справа има пет група елемената означених са I, II, III, IV i V. У своју вежбу, такмичар мора да унесе најмање по један елемент из сваке групе који комисија D награђује са 0,5 бодова. Уколико елемент недостаје, кажњава се одбијањем бодова од стране исте комисије. Ова комисија бонус бодовима награђује такмичара за извођење тежих вежби (без већих грешака) и веза између њих.
Елеменат у вежби не сме да се понавља осим ако је вежба прекинута ван контроле такмичара. Ако такмичар падне са справе, може да изабере да ли ће вежбу поновити или не. Елеменат се не може понављати у циљу признавања тежине вежбе или зарад стицања бонус бодова. Ово правило се примењује и на елементе у везама (осим када су у питању коњ са хватаљкама и карике).
Комисија E процењује техничке и естетске грешке, које могу бити мале, средње и велике, као и пад са справе. Вредност одбијених бодова мора бити једнак без обзира на тежину вежбе:
| мала грешка – 0.10   |
| средња грешка – 0.30 |
| велика грешка – 0.50 |
| пад са справе – 1.00 |

### Опрема
Мушкарци носе дугачки доњи део панталоне, атлетску мајицу, чарапе и патике (могу и без њих) када вежбају на коњу са хватаљкама, круговима, разбоју и вратилу. Када вежбају на партеру или изводе прескоке, онда су у шортсу и могу бити боси.
Жене носе трико (обично са дугим рукавима) и патике, али могу бити и босе.

## Вежбе и справе

### Двовисински разбој
На овој справи вежбају искључиво жене тако што се на различите начине пребацују са једне на другу висину. Висина ниже пречке износи 150 cm, док је друга висока 230 cm. Обе пречке су дуге 350 cm, а размак између њих је 43 cm. Вежба не сме ни у једном тренутку да се прекине, иако гимнастичарке неколико пута промене правац кретања.

### Разбој
На мушком разбоју где су обе притке исте висине која износи 180 cm од струњаче. Они тада изводе стој на рукама, окрете и низ других захвата. Притке су дуге 350 cm.

### Греда
Греда је једина справа осмишљена само за жене. Да би се на њој вежбало исправно, потребан је изузетан осећај за равнотежу јер је широка свега 10 cm. Греда је постављена на висини од 120 , а дуга је 5 m.

### Партер
И мушкарци и жене вежбају у партеру, који сачињава квадрат чије су странице дужине 12 m. Једина је разлика што жене слободни састав изводе уз музику. Дужина вежбе мора да траје између 70 и 90 секунди.

### Вратило
Ово је најспектакуларнија од свих шест мушких вежби. На пречки дужине 240 cm на висини од 255 cm гимнастичари без прекида изводе вежбе као што су велековртљаји, премети и промене положаја руку.

### Коњ са хватаљкама
Ово је једна од најтежих справа за мушке гимнастичаре који се рукама држе за хватаљке или неки други део коња, док ногама изводе кружне покрете. За овакву вежбу неопходне су снажне руке и рамена. Вежба је вероватно настала као провера способности будућих коњаника. Коњ је постављен на висини од 110 cm, а дуг је 163 cm.

### Кругови
Кругови, које још називају и карикама су постављени на висини од 250 cm, а висе са пречке која је на висини од 550 cm. Размак између кругова је 50 cm. На њима вежбају мушкарци показујући снагу и издржљивост. Додатна потешкоћа је та што кругови у току вежбе не смеју да се њишу, те је битан и осећај за ритам.

### Прескок
Прескок се ради преко постављене справе-коња. Коњ је постављен на висини од 120 , а дугачак је 163 cm, што је важно за мушке такмичаре који коња прескачу уздуж, док га жене прескачу попреко (из залета са одскочне даске). Оцењује се тежина скока, тачност и сигурност при доскоку.

## Сродне дисциплине

### Трамбулина
Многи гимнастичари вежбају за такмичење на трамбулини. То је еластични материјал разапет унутар металног рама. Постоји и светско првенство у скоковима на трамбулини које се одржава од 1964. године, а од 2008. ова дисциплина се налази и у програму Олимпијских игара у Пекингу.

### Ритмичка гимнастика
Ритмичка гимнастика је једна од две нове дисциплине које су се развиле из гимнастике и постале веома популарне. То је искључиво женски спорт у коме гимнастичарке уз помоћ траке, лопте, обруча, чуњева или вијаче на пример, уз музику изводе вежбе у којима се оцењује грациозност и тачност. Ова дисциплина је уврштена у програм олимпијских игара 1984. године.

### Спортска акробатика
Спортска акробатика је друга новија дисциплина која се изводи без додатне опреме, а такмиче се мушкарци и жене заједно и то у паровима, у троје или у четворо.

### Корективна гимнастика
Корективна гимнастика је посебан вид вежби који се практикује у терапеутске сврхе или превентивно против настајања деформитета скелетног и мишићног система, као што су сколиоза, лордоза, кифоза и равно стопало.

## Галерија
- Гимнастички сплет у Краљевини Југославији (Скопље 1930-их)